# Художествена галерия „Професор Теофан Сокеров“
Художествена галерия „Проф. Теофан Сокеров“ – Ловеч е галерия за живопис, графика, скулптура и приложни изкуства. Намира се в Архитектурно-историческия резерват „Вароша“.
Галерията е открита през 1964 г. като отдел на Регионален исторически музей, Ловеч. Наследява картините от колекцията на Ловчанското читалище „Наука“. В началото се състои от дарени и откупени картини на ловешки художници. Започва системното и обогатяване с творби и на художници с национално значение.
В началото на 1990-те години е обособена като самостоятелна галерия в структурата на Община Ловеч. Съхранява над 2700 творби – живопис, графика, скулптура и приложни изкуства. Притежава творби от 1930-те години до началото на ХХI век от Атанас Михов, Иван Христов, Златю Бояджиев, Елисавета Консулова-Вазова, Илия Петров, Дечко Узунов, Светлин Русев, Атанас Яранов, Сули Сеферов, Теофан Сокеров, Цвятко Дочев, Петър Дочев, Греди Асса, Вежди Рашидов, Ангел Станев, Валентин Старчев, Емил Попов, Петър Чуклев и др.
Галерията има четири зали на различни нива. Поддържа постоянна експозиция, провежда тематични изложби и традиционния салон на ловешките художници.
Галерията обитава три сгради – Изложбената зала в Архитектурно-историческия резерват „Вароша“, „Къщата на дарителите“ и „Къща дарение Никола Манев“.
На 14 април 1989 г. е открита Къщата на дарителите. В нея са експонирани 185 авторски графики, рисунки, технологични експерименти и 95 керамични пана, дарени от Димитър Казаков – Нерон, както и 401 творби – живопис, скулптура в дърво и метал от Мирчо Мирчев. На 16 ноември 2017 г. е открита Къща дарение Никола Манев. Дарението е разположено в реставрирана къща в кв. „Вароша“ и е подредено в три зали. Показани са 28 творби – живопис и рисунки с пастел. Произведенията са предимно от периода на 90-те години на ХХ век.
Художествена галерия Ловеч организира временни изложби, пленери и други прояви.